# Estación Playa Negra
Playa Negra es una antigua estación de Penco. Forma parte del ramal Rucapequén - Concepción. La estación estuvo habilitada como estación para pasajeros desde el 1° de enero de 1950, a partir de lo señalado por el entonces Ministerio de Obras Públicas y Vías de Comunicación
Del ramal, actualmente se ocupa en el tramo Concepción - Lirquén para servicios de carga por los porteadores Ferrocarril del Pacífico S.A. (FEPASA) y Transporte Ferroviario Andrés Pirazzoli (Transap). 
La vía entre Lirquén y Nueva Aldea no está habilitada y entre Nueva Aldea y Rucapequén, el tráfico está reanudado para traslado de insumos de la celulosa Nueva Aldea. El tramo Nueva Aldea Tomé estuvo habilitado hasta 1996. El ramal en su totalidad fue utilizado hasta fines de la década de 1980.